# Дингольфинг
Дингольфинг (нем. Dingolfing) — город и городская община в Германии, районный центр в Республике Бавария.
Община расположена в правительственном округе Нижняя Бавария в районе Дингольфинг-Ландау. Население составляет 18 222 человека (на 31 декабря 2010 года). Занимает площадь 44,04 км². Официальный код  —  09 2 79 112.
В Дингольфинге находятся:
- Завод автомобильного концерна BMW
- Солнечная электростанция на 3.3 МВт (солнечные модули Solara, Sharp и Kyocera)

## Население
По оценке на 31 декабря 2015 года население общины Дингольфинг составляет 19 145 чел. 

| Дата      | 1840 | 1871 | 1900 | 1925 | 1939 | 1950  | 1961  | 1970  | 1987  | 2011  |
| --------- | ---- | ---- | ---- | ---- | ---- | ----- | ----- | ----- | ----- | ----- |
| Население | 3567 | 4568 | 4915 | 5626 | 6388 | 10026 | 12520 | 13314 | 13856 | 17773 |

| Год       | 1960  | 1970  | 1980  | 1990  | 2000  | 2009  | 2010  | 2011  | 2012  | 2013  | 2014  | 2015  |
| --------- | ----- | ----- | ----- | ----- | ----- | ----- | ----- | ----- | ----- | ----- | ----- | ----- |
| Население | 12742 | 13377 | 13728 | 15683 | 18419 | 18094 | 18222 | 17918 | 18129 | 18506 | 18754 | 19145 |